# وادي ثوف (رماة)
'

تعديل مصدري - تعديل

وادي ثوف هي إحدى قرى عزلة رماة بمديرية رماة التابعة لمحافظة حضرموت، بلغ تعداد سكانها 66 نسمة حسب تعداد اليمن لعام 2004.